# La Tossa (Castelló de Farfanya)
La Tossa és una muntanya de 421 metres que es troba al municipi de Castelló de Farfanya, a la comarca catalana de la Noguera.